# 西南蔗茅
西南蔗茅（学名：Erianthus hookeri），为禾本科蔗茅属下的一个植物种。